# Gambit 2000
GAMBIT 2000 – Krajowy Program Poprawy Bezpieczeństwa Ruchu Drogowego. Celem jest ukierunkowanie działań na rzecz poprawy bezpieczeństwa ruchu drogowego.
W programie GAMBIT 2000 jest kilka zagadnień, na których należy skupić działania w zakresie poprawy bezpieczeństwa ruchu:
- nadmierna prędkość,
- niechronieni użytkownicy dróg,
- ciężkość wypadków,
- przejścia dróg przez małe miejscowości,
- miejsca koncentracji wypadków drogowych.

W programie GAMBIT 2000 przyjęto dwa cele ilościowe:
- krótkoterminowy — zmniejszenie liczby ofiar śmiertelnych wypadków drogowych do 5500 w roku 2003 (o 13% w stosunku do roku 2000)
- długoterminowy – zmniejszenie  liczby ofiar śmiertelnych wypadków drogowych do 4000 w roku 2010 (o 36% w stosunku do roku 2000)

Ponadto postanowiono wprowadzić trzy cele szczegółowe:
- wdrożyć środki poprawy brd w obszarze siedmiu zidentyfikowanych problemów,
- stworzyć podstawę dla prowadzenia skutecznej i długofalowej polityki w zakresie brd,
- zdobyć społeczne wsparcie dla idei bezpieczeństwa na drogach.